# Laurits Tørnæs
Laurits Tørnæs, né le 17 juillet 1936 à Sødre Stenderup (Danemark), est un homme politique danois membre du parti Venstre, ancien ministre et ancien député au Parlement (le Folketing). 

## Biographie
Il est le père de la femme politique Ulla Tørnæs.